# آنتریدیوم

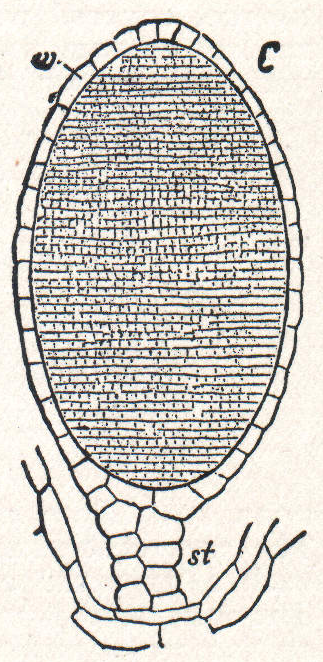
ساختار کلی آنتریدیا. آنتریدیا از یک لایهٔ سلولی نازک تشکیل شده‌است که تعداد زیادی اسپرم را درون خود نگه می‌دارد. در این تصویر، آنتریدیوم یک گیاه جگرواش نشان داده شده‌است.

آنتریدیوم یک ساختار یا اندام هاپلوئید تولیدکننده و حاوی گامت‌های نر است (به، نام آنتروزوئید، معادل اسپرم). شکل جمع این واژه، آنتریدیا است و ساختاری که یک یا چند آنتریدیا را در خود جای دهد، آندروسیوم نامیده می‌شود. آندروسیوم همچنین اصطلاح کلی و حالت جمع برای پرچم گیاهان گل‌دار است.
آنتریدیا در فاز گامتوفیت نهان‌زادان مانند خزه‌تباران و سرخس‌ها وجود دارد. بسیاری از جلبک‌ها و برخی از قارچ‌ها، به‌عنوان مثال آسکومیست‌ها و کپک‌های آبی نیز در مراحل تولیدمثلی خود، دارای آنتریدیا هستند. در بازدانگان و نهان‌دانگان، گامتوفیت‌های نر به دانه‌های گرده تقلیل یافته‌اند و در بیشتر آن‌ها آنتریدیا به یک سلول مولد واحد در دانهٔ گرده کاهش یافته‌است. در طول گرده‌افشانی، این سلول مولد تقسیم می‌شود و سلول‌های اسپرم را تولید می‌کند.
همتای مادهٔ آنتریدیوم در نهان‌زادان، آرکگونیوم و در گیاهان گل‌دار مادگی است.
یک آنتریدیوم معمولاً از سلول‌های نازا و بافت اسپرماتوژن تشکیل شده‌است. سلول‌های نازا ممکن است یک ساختار حمایتی مرکزی تشکیل دهند یا بافت اسپرماتوژن را به‌عنوان یک پوشش محافظ احاطه کنند. سلول‌های اسپرماتوژن از طریق تقسیم سلولی میتوزی باعث ایجاد اسپرماتید می‌شوند. در برخی از خزه‌تباران ، آنتریدیوم بر روی آنتریدیوفور، ساختاری ساقه‌مانند که آنتریدیوم را در رأس خود حمل می‌کند، منتقل می‌شود.

## نگارخانه

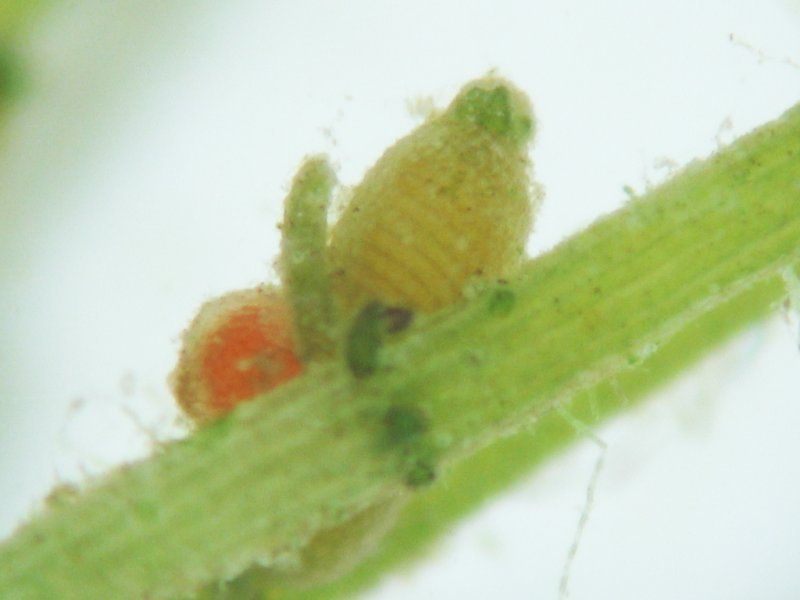
اوگونیوم (بزرگ‌تر) و آنتریدیوم (با مرکز قرمز) جلبک کارا، تولید شده در ساقهٔ یک گیاه
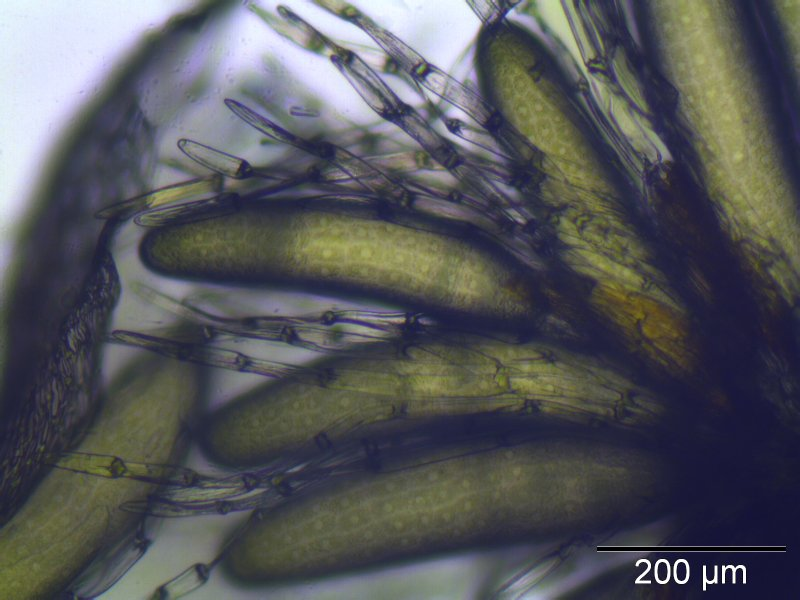
نمای بزرگ‌نمایی از رشد آنتریدیا در Hypnum cupressiforme
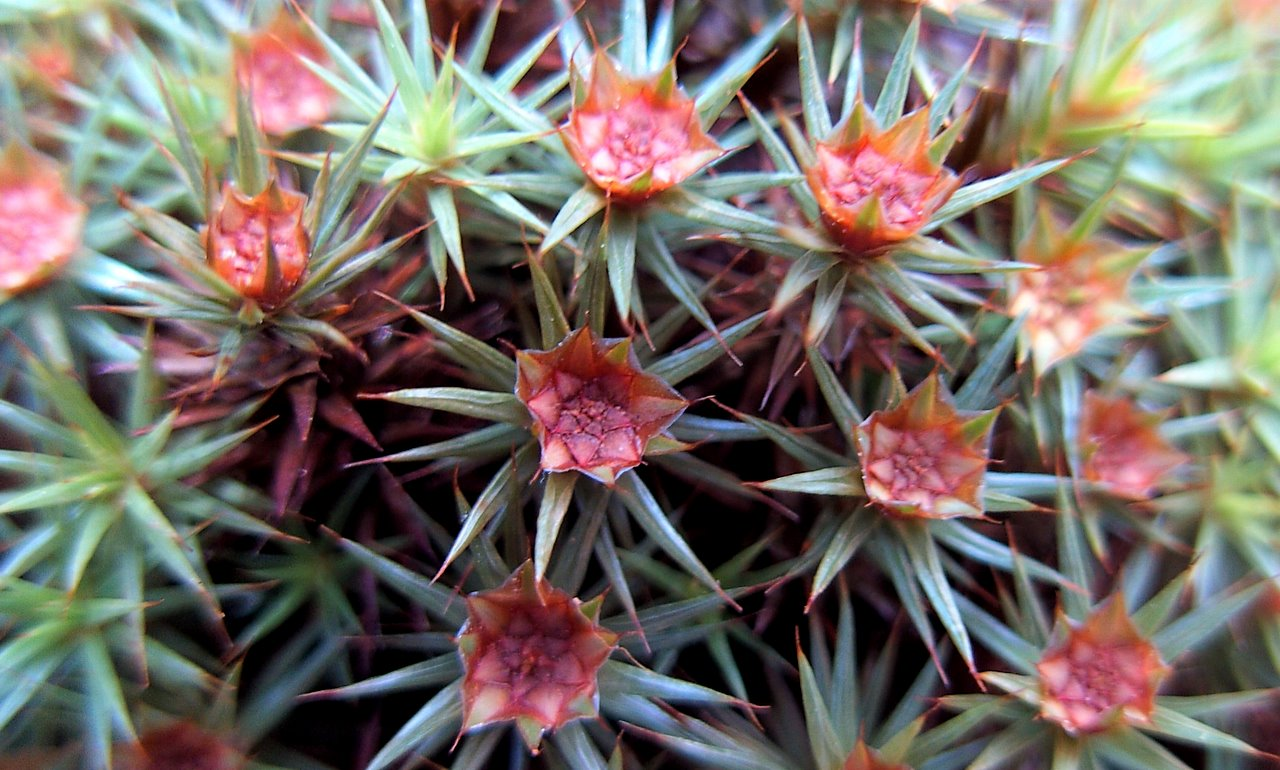
"گل‌های خزه": هر شاخه دارای یک خوشه آنتریدیا، یعنی یک آندروسیوم است.
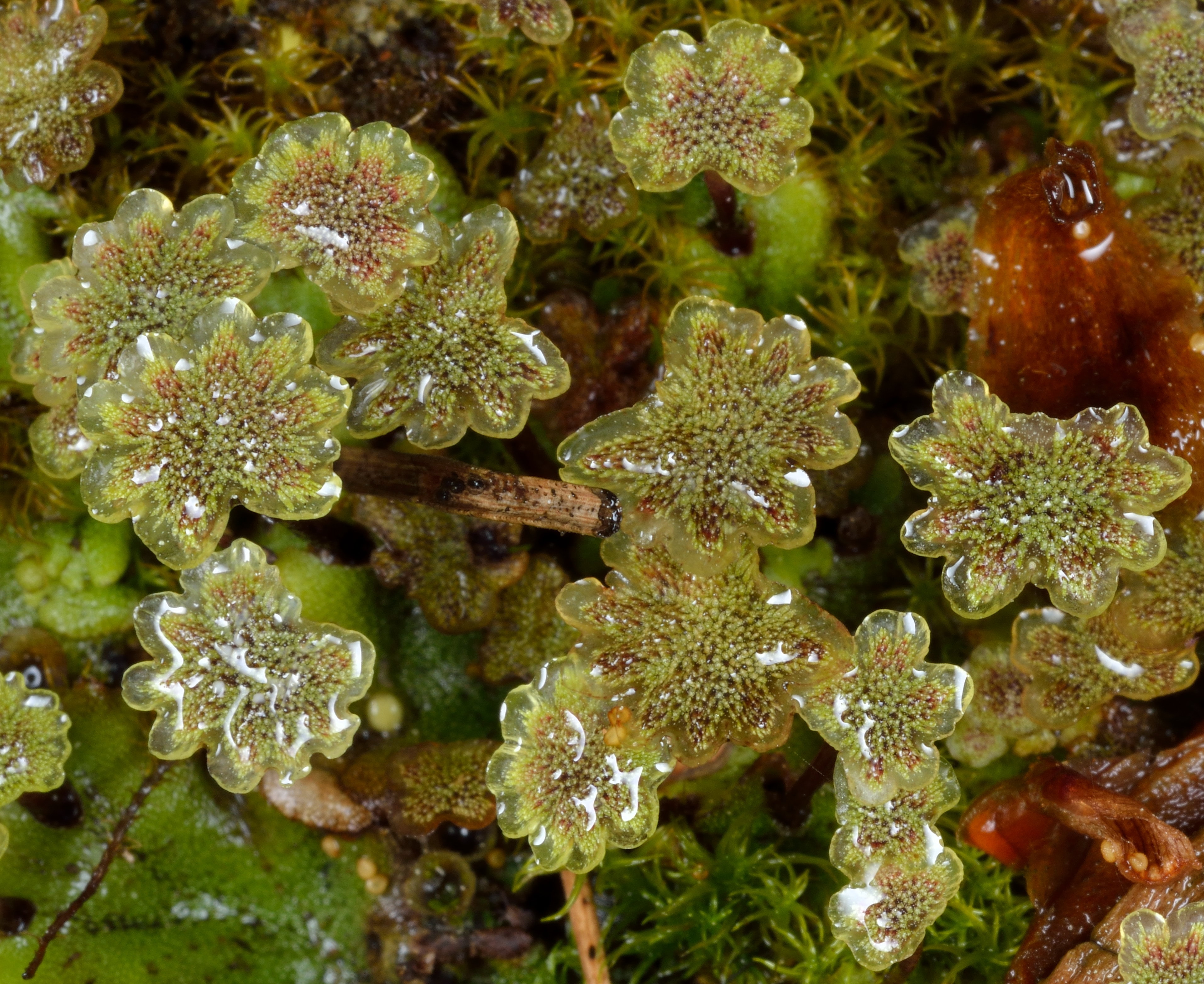
اسپرم Marchantia polymorpha گیاهی جگرواش که در سطح بالایی آنتریدیوفورها تولید می‌شود.
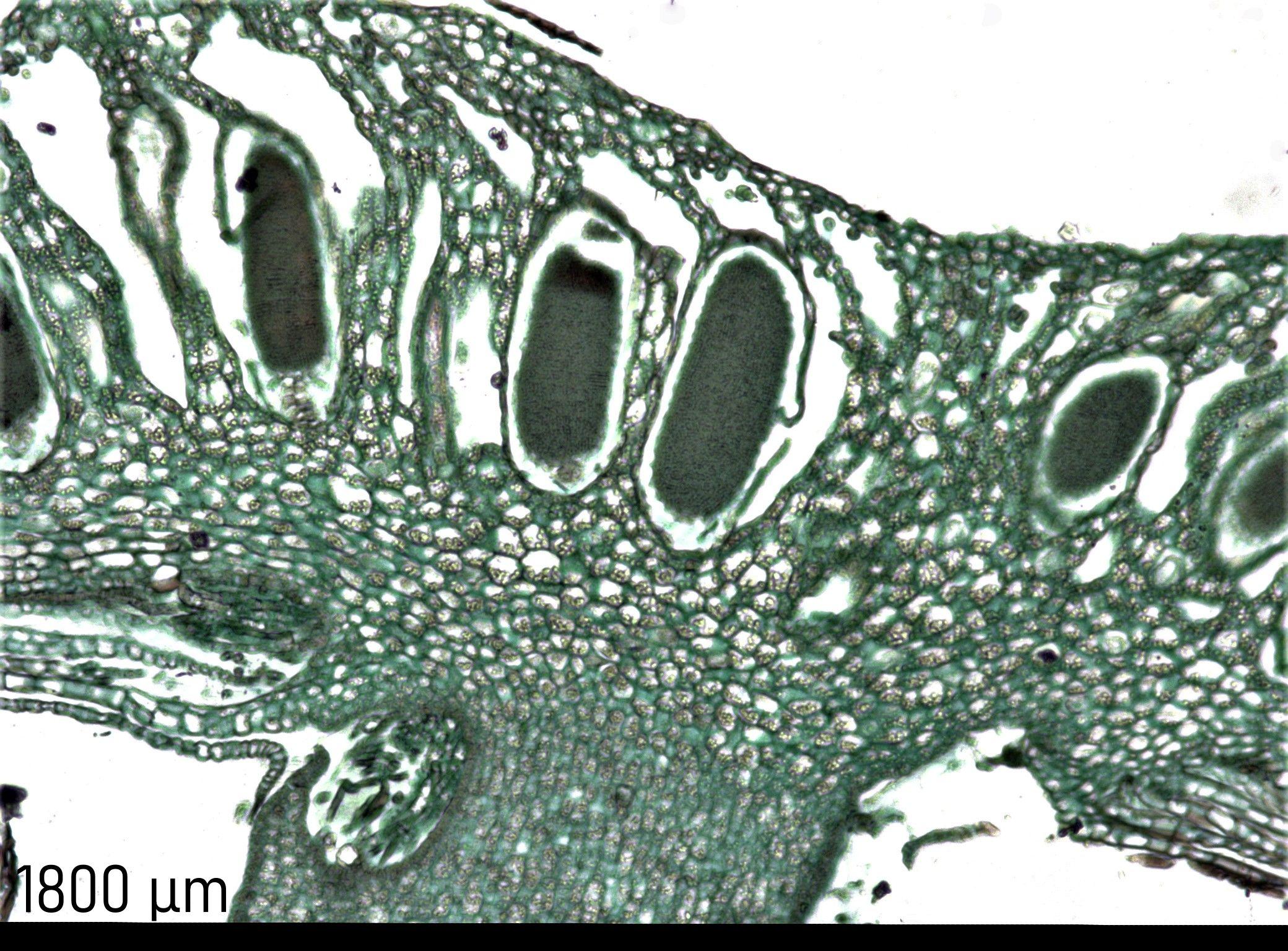
میکروگراف مقطعی سر آنتریدیال Marchantia sp. که آنتریدیای حاوی بافت اسپرماتوژن را نشان می‌دهد.
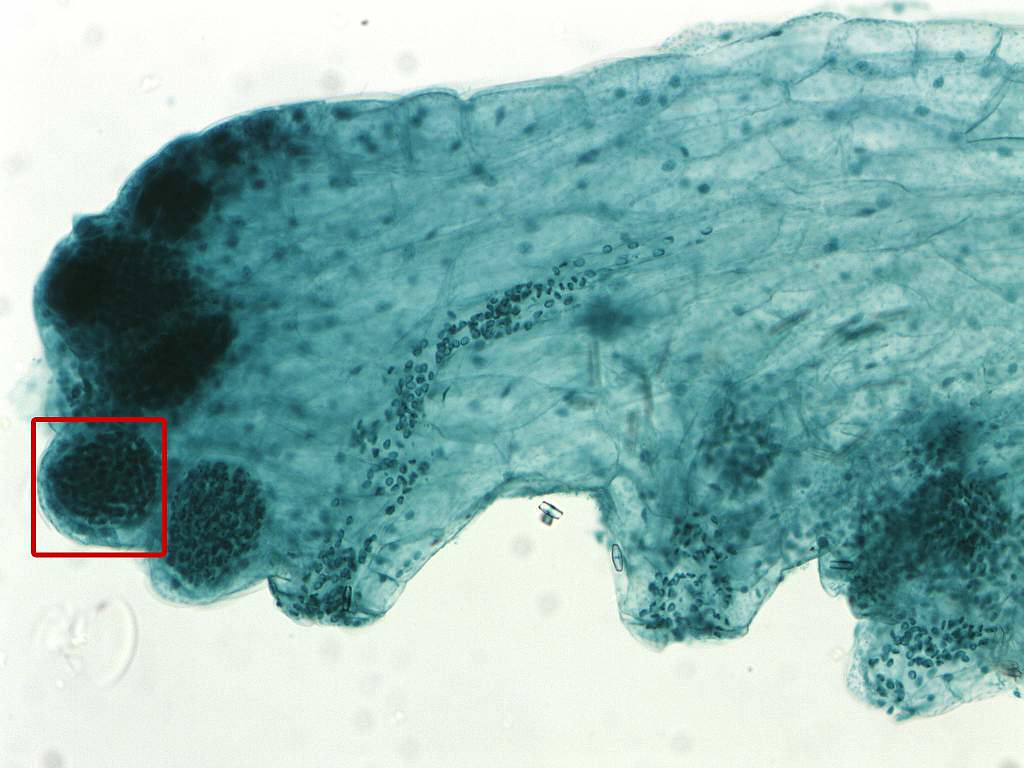
آنتریدیوم (که با کادر قرمز مشخص شده‌است) مربوط به یک گونه دم‌اسب

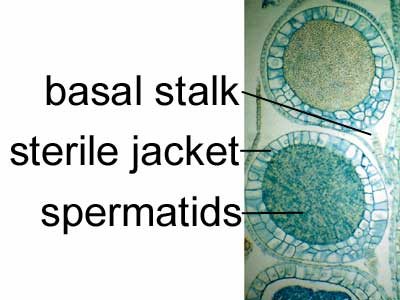
میکروگراف آناتومی آنتریدیوم، در پورِلا، یک جگرواش برگ‌دار

## بیشتر خواندن
- سی مایکل هوگان. 2010. سرخس . دایرةالمعارف زمین. شورای ملی علم و محیط زیست. ایالت واشینگتن